# 1/4tトレーラ

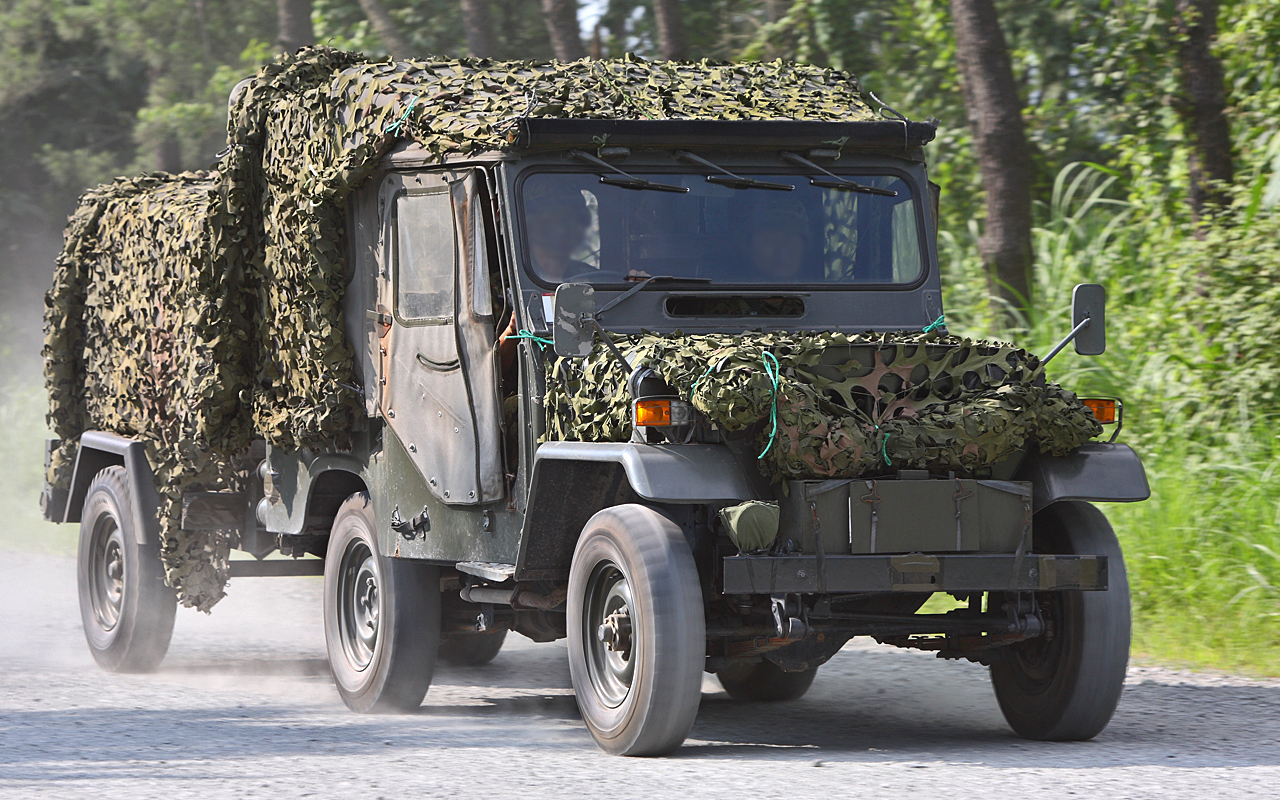
偽装を施され、旧73式小型トラックに牽引される1/4tトレーラ

1/4tトレーラ（よんぶんのいっトントレーラ）は、陸上自衛隊の装備の1つ。自走はできず、主に73式小型トラック（現：1/2tトラック）等に牽引されるライトトレーラーの一種。軍用車はトンで重量を表現することが多く、積載重量が250kgのため、1/4tトレーラと呼ばれている。
モデルはアメリカ陸軍が持ち込んだトレーラー（T3、MB-T、M100、M416等）で、構造・重量ともにほとんど同一。構造は、渡河時に沈まないよう、荷箱にあおりのない船構造が多かったが、近年の国産品では後部あおりをそなえている。連接装置はピントルフック用のルネットアイ。
昭和時代には三菱自動車から「Jeep1/4トントレーラーMN-T25」という民生向けのナンバー付きモデルも発売されていた。
また時期は不明だがマイナーチェンジが行われており、現在供給されているのは1/2tトラックと同じホイール（18インチホイール）を装備したモデルである。

## 運用
対戦車誘導弾や迫撃砲、少量の資材や個人の荷物等を運搬する際に使用される。

## 製作
- 株式会社ソーシン（旧：千代田自動車工業株式会社）